# Deutsche Tourenwagen Masters 2017
La stagione 2017 del Deutsche Tourenwagen Masters è stata la diciottesima edizione del campionato, da quando la serie è ripresa nel 2000. È iniziata il 6 maggio all'Hockenheimring ed è terminata il 15 ottobre sullo stesso circuito. René Rast, su Audi RS5 DTM, si è aggiudicato il titolo piloti, diventando il primo pilota di sempre a vincere alla stagione d'esordio. Il titolo scuderie è invece andato al Team Rosberg, mentre la Audi si è aggiudicata il titolo costruttori.

## Scuderie e piloti
| Costruttore   | Vettura              | Scuderia                                   | #  | Pilota            | Gare |
| ------------- | -------------------- | ------------------------------------------ | -- | ----------------- | ---- |
| Mercedes-Benz | Mercedes-AMG C63 DTM | Mercedes-AMG Motorsport Mercedes me        | 2  | Gary Paffett      | 1-9  |
| Mercedes-Benz | Mercedes-AMG C63 DTM | Mercedes-AMG Motorsport Mercedes me        | 6  | Robert Wickens    | 1-9  |
| Mercedes-Benz | Mercedes-AMG C63 DTM | Mercedes-AMG Motorsport SILBERPFEIL Energy | 3  | Paul di Resta     | 1-9  |
| Mercedes-Benz | Mercedes-AMG C63 DTM | Mercedes-AMG Motorsport SILBERPFEIL Energy | 63 | Maro Engel        | 1-9  |
| Mercedes-Benz | Mercedes-AMG C63 DTM | Mercedes-AMG Motorsport BWT                | 22 | Lucas Auer        | 1-9  |
| Mercedes-Benz | Mercedes-AMG C63 DTM | Mercedes-AMG Motorsport BWT                | 48 | Edoardo Mortara   | 1-9  |
| Audi          | Audi RS5 DTM         | Audi Sport Team Abt Sportsline             | 5  | Mattias Ekström   | 1-9  |
| Audi          | Audi RS5 DTM         | Audi Sport Team Abt Sportsline             | 51 | Nico Müller       | 1-9  |
| Audi          | Audi RS5 DTM         | Audi Sport Team Rosberg                    | 33 | René Rast         | 1-9  |
| Audi          | Audi RS5 DTM         | Audi Sport Team Rosberg                    | 53 | Jamie Green       | 1-9  |
| Audi          | Audi RS5 DTM         | Audi Sport Team Phoenix                    | 77 | Loïc Duval        | 1-9  |
| Audi          | Audi RS5 DTM         | Audi Sport Team Phoenix                    | 99 | Mike Rockenfeller | 1-9  |
| BMW           | BMW M4 DTM           | BMW Team RBM                               | 7  | Bruno Spengler    | 1-9  |
| BMW           | BMW M4 DTM           | BMW Team RBM                               | 36 | Maxime Martin     | 1-9  |
| BMW           | BMW M4 DTM           | BMW Team RMG                               | 11 | Marco Wittmann    | 1-9  |
| BMW           | BMW M4 DTM           | BMW Team RMG                               | 15 | Augusto Farfus    | 1-9  |
| BMW           | BMW M4 DTM           | BMW Team RMR                               | 31 | Tom Blomqvist     | 1-9  |
| BMW           | BMW M4 DTM           | BMW Team RMR                               | 16 | Timo Glock        | 1-9  |

## Calendario
| Gara | Gara | Circuito              | Data         |
| ---- | ---- | --------------------- | ------------ |
| 1    | 1    | Hockenheimring        | 6 maggio     |
| 1    | 2    | Hockenheimring        | 7 maggio     |
| 2    | 3    | EuroSpeedway Lausitz  | 20 maggio    |
| 2    | 4    | EuroSpeedway Lausitz  | 21 maggio    |
| 3    | 5    | Hungaroring           | 17 giugno    |
| 3    | 6    | Hungaroring           | 18 giugno    |
| 4    | 7    | Norisring             | 1º luglio    |
| 4    | 8    | Norisring             | 2 luglio     |
| 5    | 9    | Moscow Raceway        | 22 luglio    |
| 5    | 10   | Moscow Raceway        | 23 luglio    |
| 6    | 11   | Circuito di Zandvoort | 19 agosto    |
| 6    | 12   | Circuito di Zandvoort | 20 agosto    |
| 7    | 13   | Nürburgring           | 9 settembre  |
| 7    | 14   | Nürburgring           | 10 settembre |
| 8    | 15   | Red Bull Ring         | 23 settembre |
| 8    | 16   | Red Bull Ring         | 24 settembre |
| 9    | 17   | Hockenheimring        | 14 ottobre   |
| 9    | 18   | Hockenheimring        | 15 ottobre   |

## Risultati e classifiche

### Gare
| Gara | Circuito       | Pole position  | Giro veloce       | Pilota vincitore  | Scuderia vincitrice                        | Costruttore vincitore |
| ---- | -------------- | -------------- | ----------------- | ----------------- | ------------------------------------------ | --------------------- |
| 1    | Hockenheimring | Lucas Auer     | Mattias Ekström   | Lucas Auer        | Mercedes-AMG Motorsport BWT                | Mercedes-Benz         |
| 2    | Hockenheimring | Timo Glock     | Jamie Green       | Jamie Green       | Audi Sport Team Rosberg                    | Audi                  |
| 3    | Lausitz        | Lucas Auer     | René Rast         | Lucas Auer        | Mercedes-AMG Motorsport BWT                | Mercedes-Benz         |
| 4    | Lausitz        | Robert Wickens | René Rast         | Jamie Green       | Audi Sport Team Rosberg                    | Audi                  |
| 5    | Hungaroring    | René Rast      | Mike Rockenfeller | Paul di Resta     | Mercedes-AMG Motorsport SILBERPFEIL Energy | Mercedes-Benz         |
| 6    | Hungaroring    | René Rast      | Mattias Ekström   | René Rast         | Audi Sport Team Rosberg                    | Audi                  |
| 7    | Norisring      | Maxime Martin  | Tom Blomqvist     | Bruno Spengler    | BMW Team RBM                               | BMW                   |
| 8    | Norisring      | Tom Blomqvist  | Bruno Spengler    | Maxime Martin     | BMW Team RBM                               | BMW                   |
| 9    | Moscow Raceway | René Rast      | Robert Wickens    | René Rast         | Audi Sport Team Rosberg                    | Audi                  |
| 10   | Moscow Raceway | Bruno Spengler | Jamie Green       | Maro Engel        | Mercedes-AMG Motorsport SILBERPFEIL Energy | Mercedes-Benz         |
| 11   | Zandvoort      | Timo Glock     | René Rast         | Timo Glock        | BMW Team RMG                               | BMW                   |
| 12   | Zandvoort      | Augusto Farfus | Loïc Duval        | Mike Rockenfeller | Audi Sport Team Phoenix                    | Audi                  |
| 13   | Nürburgring    | Lucas Auer     | Nico Müller       | Lucas Auer        | Mercedes-AMG Motorsport BWT                | Mercedes-Benz         |
| 14   | Nürburgring    | Marco Wittmann | René Rast         | Robert Wickens    | Mercedes-AMG Motorsport Mercedes me        | Mercedes-Benz         |
| 15   | Red Bull Ring  | Jamie Green    | Jamie Green       | Mattias Ekström   | Audi Sport Team Abt Sportsline             | Audi                  |
| 16   | Red Bull Ring  | Jamie Green    | Jamie Green       | René Rast         | Audi Sport Team Rosberg                    | Audi                  |
| 17   | Hockenheimring | Timo Glock     | Mike Rockenfeller | Jamie Green       | Audi Sport Team Rosberg                    | Audi                  |
| 18   | Hockenheimring | Tom Blomqvist  | Jamie Green       | Marco Wittmann    | BMW Team RMG                               | BMW                   |

### Classifiche

#### Classifica piloti
| Pos. | Pilota            | HOC | HOC | LAU | LAU | HUN | HUN | NOR | NOR | MSC | MSC | ZAN | ZAN | NÜR | NÜR | RBR | RBR | HOC | HOC | Punti |
| ---- | ----------------- | --- | --- | --- | --- | --- | --- | --- | --- | --- | --- | --- | --- | --- | --- | --- | --- | --- | --- | ----- |
| 1    | René Rast         | 6   | Rit | 3   | 7   | 6   | 1   | 12  | Rit | 1   | 4   | 9   | Rit | 5   | 12  | 13  | 1   | 6   | 2   | 179   |
| 2    | Mattias Ekström   | 5   | 11  | 8   | 2   | 5   | 2   | 3   | 4   | 8   | 2   | 17† | 3   | 15  | 6   | 1   | 5   | 11  | 8   | 176   |
| 3    | Jamie Green       | 18  | 1   | 10  | 1   | SQ  | 5   | 7   | 8   | 9   | 5   | 5   | 9   | 6   | 7   | 2   | 14  | 1   | 5   | 173   |
| 4    | Mike Rockenfeller | 3   | 7   | 5   | 5   | 4   | 10  | 13  | Rit | 2   | 12  | 4   | 1   | 14  | 17  | 7   | 2   | 2   | 3   | 167   |
| 5    | Marco Wittmann    | 10  | 3   | 13  | 9   | 8   | Rit | 4   | 5   | 3   | 6   | 2   | SQ  | 9   | 3   | 5   | 6   | 13  | 1   | 160   |
| 6    | Lucas Auer        | 1   | 4   | 1   | 10  | 12  | Rit | Rit | 2   | 6   | 8   | 15  | 14  | 1   | 13  | 8   | Rit | 8   | 10  | 136   |
| 7    | Timo Glock        | 2   | 8   | 11  | 15  | 2   | 7   | 5   | 10  | 5   | 13  | 1   | 7   | 12  | 8   | 10  | 7   | 3   | 12  | 133   |
| 8    | Maxime Martin     | 11  | Rit | 4   | 8   | Rit | 3   | 2   | 1   | 16  | Rit | 3   | 6   | 17  | 11  | 6   | 11  | 4   | 6   | 132   |
| 9    | Robert Wickens    | 15  | Rit | 2   | 3   | Rit | 8   | Rit | 11  | 4   | 9   | 11  | 15† | 3   | 1   | 4   | 10  | 7   | 17  | 119   |
| 10   | Gary Paffett      | 7   | 2   | 6   | 4   | 7   | 9   | 10  | Rit | 7   | 16  | 8   | 5   | 10  | 14  | 17  | 4   | 9   | 4   | 102   |
| 11   | Paul di Resta     | 8   | 6   | 16  | 13  | 1   | 6   | 11  | 6   | 14  | SQ  | 7   | Rit | 2   | 2   | 11  | 9   | 14  | 16  | 99    |
| 12   | Nico Müller       | 9   | 5   | 18  | 6   | 10  | 4   | 9   | 13  | 15  | 15  | 10  | 4   | 11  | Rit | 3   | 3   | 12  | 11  | 81    |
| 13   | Bruno Spengler    | 12  | 9   | 14  | 16  | 3   | 14  | 1   | 12  | 12  | 3   | 14  | 10  | 13  | 4   | 12  | 16  | 10  | 14  | 75    |
| 14   | Edoardo Mortara   | 4   | 13  | 7   | 11  | 9   | 11  | 8   | 3   | 13  | 10  | 12  | 12  | 7   | 16  | 9   | 17  | 5   | 9   | 61    |
| 15   | Maro Engel        | 17  | 10  | 9   | 12  | 13  | 15  | 14  | 14  | 10  | 1   | 16  | 11  | 4   | 5   | 15  | 15  | 16  | 13  | 51    |
| 16   | Augusto Farfus    | 13  | Rit | 12  | 14  | 11  | 12  | Rit | 7   | 17  | 11  | 6   | 8   | 8   | 9   | NP  | 12  | 17  | 7   | 35    |
| 17   | Tom Blomqvist     | 16  | 12  | 17  | 17  | 15† | 13  | 6   | 9   | Rit | 7   | Rit | 13  | 16  | 10  | 16  | 13  | 15  | Rit | 25    |
| 18   | Loïc Duval        | 14  | Rit | 15  | 18  | 14  | 16  | 15  | 15  | 11  | 14  | 13  | 2   | 18  | 15  | 14  | 8   | 18  | 15  | 22    |
| Pos. | Pilota            | HOC | HOC | LAU | LAU | HUN | HUN | NOR | NOR | MSC | MSC | ZAN | ZAN | NÜR | NÜR | RBR | RBR | HOC | HOC | Punti |

| Colore  | Risultato             |
| ------- | --------------------- |
| Oro     | Vincitore             |
| Argento | 2º posto              |
| Bronzo  | 3º posto              |
| Verde   | Finito a punti        |
| Blu     | Finito senza punti    |
| Viola   | Ritirato (Rit)        |
| Viola   | Non classificato (NC) |
| Rosso   | Non qualificato (NQ)  |
| Nero    | Squalificato (SQ)     |
| Bianco  | Non partito (NP)      |
| Bianco  | Non ha gareggiato     |
| Bianco  | Infortunato (INF)     |
| Bianco  | Escluso (ES)          |
| Bianco  | Gara cancellata (C)   |

#### Classifica costruttori
| Pos. | Costruttore   | HOC | HOC | LAU | LAU | HUN | HUN | NOR | NOR | MSC | MSC | ZAN | ZAN | NÜR | NÜR | RBR | RBR | HOC | HOC | Punti |
| ---- | ------------- | --- | --- | --- | --- | --- | --- | --- | --- | --- | --- | --- | --- | --- | --- | --- | --- | --- | --- | ----- |
| 1    | Audi          | 35  | 44  | 30  | 68  | 37  | 70  | 25  | 17  | 52  | 43  | 25  | 72  | 18  | 14  | 70  | 77  | 52  | 49  | 798   |
| 2    | Mercedes-Benz | 53  | 39  | 64  | 31  | 33  | 14  | 5   | 43  | 27  | 32  | 10  | 10  | 81  | 56  | 18  | 15  | 22  | 15  | 568   |
| 3    | BMW           | 19  | 24  | 13  | 8   | 37  | 23  | 77  | 47  | 28  | 32  | 72  | 25  | 8   | 37  | 19  | 14  | 33  | 43  | 560   |
| Pos. | Costruttore   | HOC | HOC | LAU | LAU | HUN | HUN | NOR | NOR | MSC | MSC | ZAN | ZAN | NÜR | NÜR | RBR | RBR | HOC | HOC | Punti |

| Colore  | Risultato             |
| ------- | --------------------- |
| Oro     | Vincitore             |
| Argento | 2º posto              |
| Bronzo  | 3º posto              |
| Verde   | Finito a punti        |
| Blu     | Finito senza punti    |
| Viola   | Ritirato (Rit)        |
| Viola   | Non classificato (NC) |
| Rosso   | Non qualificato (NQ)  |
| Nero    | Squalificato (SQ)     |
| Bianco  | Non partito (NP)      |
| Bianco  | Non ha gareggiato     |
| Bianco  | Infortunato (INF)     |
| Bianco  | Escluso (ES)          |
| Bianco  | Gara cancellata (C)   |